# 2021年马来西亚
2020年代马来西亚: 2020年马来西亚 / 2021年马来西亚 / 2022年马来西亚 / 2023年马来西亚 / 2024年马来西亚 / 2025年马来西亚 / 2026年马来西亚 / 2027年马来西亚 / 2028年马来西亚 / 2029年马来西亚
2021年是马来西亚独立日为64年，马来西亚日为58年。

## 大事纪

### 1月
- 1月11日，首相慕尤丁宣布因冠状病毒疫情（COVID-19）加剧，从1月13日起至26日再次在沙巴、雪兰莪、槟城、柔佛、马六甲、以及3个联邦直辖区（吉隆坡、布城和纳闽）实施行动管制令。其他地区则实行有条件行动管制令和复原式行动管制令[1]。
- 1月12日，国家元首苏丹阿都拉陛下颁布即日起全国紧急状态到8月1日，以遏制国内新冠肺炎疫情，直到国内冠病的确诊病例受到控制和下降，才可提前解除[2]。

### 8月
- 8月16日，慕尤丁因不再掌握国会下议院多数议员支持而宣布内阁总辞，并结束其533天首相任期，为马来西亚史上任期最短的首相，后担任过渡首相直到8月21日新任首相依斯迈沙比里上任为止。

### 11月
- 11月20日，马六甲州举行的第十五届州选举。2021年马六甲州选举中国阵赢得21议席执政马六甲。

### 12月
- 12月8日，前首相纳吉·阿都拉萨在SRC国际公司案中上诉失败，上诉庭三司宣判维持高庭的原判[3]。之后纳吉向联邦法院入禀上诉通知书[4]。
- 12月18日，砂拉越州举行的第十二届州选举。2021年砂拉越选举中砂拉越政党联盟赢得76席执政砂拉越。
- 12月23日，马来西亚首个青年政党民主联合阵线（MUDA）获得批准成立。

## 交通
- 2021年1月1日，隆新高铁计划因马新两国未能在项目结构、路线和停靠站方面的问题上达成协议，因此在协议失效后，隆新高铁项目确定终止，马来西亚政府将向新加坡政府作出赔偿[5]。

## 体育
- 2021年泰国羽毛球公开赛，马来西亚最好成绩由吳蔚昇与陈蔚强获得男子双打亚军。
- 2021年丰田泰国羽毛球公开赛，马来西亚最好成绩由谢定峰与苏伟译获得男子双打亚军。
- 2020年世界羽联超级系列赛总决赛，马来西亚最好成绩由女双李明晏与邹美君和国家队混双吴埙阀与赖洁敏双双止步半决赛。
- 2021年全英羽毛球公開賽，马来西亚最好成绩由李梓嘉獲得男單冠軍。
- 2021年跳水世界盃，潘德莉拉成功在女单人10米台项目夺得冠军，也是马来西亚历史上首枚跳水世界杯金牌[6]。

## 天灾意外
- 2019冠状病毒病马来西亚疫情 （2020年至今）
- 自1月初起，东海岸经济特区的吉兰丹、登嘉楼和彭亨3个州以及柔佛州局部地区因连场大雨引发闪电水灾，各州属地区损失不一。
- 2021年格拉那再也綫輕快鐵相撞事故

## 逝世
- 2021年2月22日，王成宗，居銮教育界及乡团领袖，曾于2011年至2015年担任居銮中华中学（銮中）董事长。他在1987年陈诗圣掌校时期就加入銮中成为董事，亦是居銮县发展华小工委会创会人。去世时时年76岁[7]。
- 2021年3月6日，阿都干尼基隆，沙巴加入马来西亚联邦功臣之一，大马三朝政坛元老，在建国最初3名首相任期内担任司法部长、工程部长和交通部长，也曾担任沙巴州事务部长和民防部长，前兰瑙国会议员，于2010年马来西亚日庆典上 授予「大马贡献人物奖」。在亚庇女皇医院病逝，享寿88岁[8]。
- 2021年3月8日，潘斯里苏古玛丽（Sukumari Sekhar），马来西亚女权运动先驱之一，曾任全国妇女组织理事会（NCWO）创立时的副主席，任内关注儿童与妇女权益等相关课题，于2012年的妇女节获得卓越女性奖，在吉隆坡心脏和脉管中心（CVSKL）病逝，享寿87岁[9]。
- 2021年5月30日，杜潘茱莉法丽达，女艺人，曾和已故巨星比·南利在电影《Keluarga 69》合作，因病离世，享年77岁[10]。
- 2021年6月15日，丹斯里K. S. 尼兹哈（英语：K. S. Nijhar），国大党前副主席，曾于1999年和2004年两次赢得梳邦国会议席，他也曾在1980年获时任国大党主席三美威鲁委任，担任该党经济和教育局主任。因中风去世，享年85岁[11]。
- 2021年8月28日，敦阿末沙基，前任马来西亚联邦政府首席秘书，因确诊冠病逝世，享年82岁[12]。
- 2021年9月21日，邱陈雅贞，居銮文雅集团董事主席，已故商人邱文玉的妻子，也是居銮佳音堂长老会长老、居銮中英学校前董事长[13]。